# Sonia Ferrer Tesoro
Sonia Ferrer Tesoro (Almería, 4 de febrero de 1973) es una política española, miembro del Partido Socialista Obrero Español (PSOE). Ha sido diputada por Almería desde el 20 de diciembre de 2015 para las XI, XII, XIII y XIV legislaturas hasta que cesó como diputada en mayo de 2023.

## Biografía

### Profesión
Sonia Ferrer Tesoro es licenciada en Ciencias Biológicas por la Universidad de Granada y máster en ingeniería y gestión medioambiental. Es consultora ambiental.

### Carrera política
Fue concejala del Ayuntamiento de Pechina de 2007 a 2011 y alcaldesa de la ciudad de enero a mayo de 2011. Ejerció de diputada provincial de julio de 2011 a julio de 2012 y delegada de la Junta de Andalucía en Almería de 2012 a noviembre de 2015.
El 20 de diciembre de 2015, fue elegida diputada por Almería al Congreso de los Diputados y reelegida en 2016. Es portavoz adjunta de la Comisión de Fomento, vocal de la Comisión de Seguimiento y Evaluación de los Acuerdos Pacto de Toledo y portavoz de la Comisión de Derechos de la Infancia y Adolescencia.